# حميمية جسدية
الحميمية الجسدية (بالإنجليزية: physical intimacy)‏ هي تقارب جسدي مؤثر، يكون في صورة فعل أو رد فعل للتعبير عن المشاعر بين الناس (يتضمن ذلك الصداقة المقربة، الحب والإنجذاب الجنسي).
تتضمن الحميمية الجسدية الدخول في حيز المساحة الشخصية للغير، من خلال تشابك الأيدي، العناق، التقبيل، الملاطفة، أو النشاطات الجنسية، كما أنه قد تتواجد الحميمة الجسدية دون وجود أي نوع من أنواع التلامس الجسدي، إلا أنه لا بد من وجود قدر من التقارب، ومثال ذلك التواصل البصري الذي يعد صورة من صور الحميمية الجسدية دون وجود تلامس جسدي مباشر، وبصورة عامة فإن دخول الشخص إلى حيز المساحة الشخصية لغيره بغرض التواصل والمودة يندرج في سياق الحميمية الجسدية بغض النظر عن وجود التواصل الجسدي الحقيقي.
يتشاطر الناس الحميمية الجسدية فيما بينهم، وتعتبر الحميمية جزء طبيعي في العلاقات الانسانية المتنوعة، ومن بينها العلاقات الجنسية، وأوضحت الدراسات أن الحميمة الجسدية لها فوائد صحية، حيث أن العناق أو الملامسة قد تتسبب في زيادة افراز هرمون الدوبامين والاوكسيتوسين والسيروتونين كما قد تؤدي لانخفاض في هرمونات التوتر.

## المساحة الشخصية
يقدر معظم الناس مساحتهم الشخصية، وينزعجون من اقتحام هذه المساحة بدون إذنهم، ويتسبب ذلك بشعورهم بالغضب والتوتر.
علي الرغم من دلالة التواجد في المساحة الشخصية للغير علي الحميمية والتقارب، إلا أنه في المجتمعات الحديثة، وبالأخص المزدحمة، فمن الصعب الحفاظ علي المساحة الشخصية دون اقتحام، ويرى العديد من الناس أن التقارب الجسدي خلال الأماكن المزدحمة كالقطار أو المصعد هو أمر مزعج وغير مريح، رغم كون هذا التقارب مقبول اجتماعيا بسبب الازدحام، ويميل الأشخاص في الاماكن المزدحمة إلى تجنب التواصل البصري مع الغير، كما أن أي تقارب قهري أو اعتداء جنسي هو أمر غير مقبول.
علي الجانب الآخر فإن الأشخاص عادة ما يشعرون بالرغبة في التقارب الجسدي مع الآخرين كرغبية طبيعية فطرية، لذا دائما ما يسمحون للأشخاص المعروفين والموثوق بهم بالتواجد في المساحة الشخصية ويرحبون بذلك، وعندما لا يتواجد أشخاص معروفين وموثوق بهم فإن بعض الناس يميل إلى إشباع هذا الاحتياج عن طريق التواجد في الأماكن المزدحمة كالحانات والنوادي الليلية والمهرجانات وغيرها.

## إظهار المودة
تختلف طريقة إظهار المودة للغير في المواقف الاجتماعية العامة عنها في المواقف ذات الطبيعية الخصوصية الفردية، ففي المواقف الخصوصية يميل الأشخاص المألوفين لبعضهم إلى التساهل إذا حدث تواصل جسدي لإظهار المودة من خلال التلامس والدغدغة وغيرها، كما قد تتضمن علاقات الحب الأفلاطونية الغير جنسية بين أفراد العائلة أو الأصدقاء تلامس الأيدي والعناق والتقبيل علي الخدود.
أما في المواقف العامة، وبالنظر إلى طبيعة العلاقة بين الشخصين فإن إظهار المودة يكون مقيدا بالأعراف الاجتماعية، ويمكن اعتبار التواصل البصري نظيرا للتلامس الجسدي علي المستوي النفسي والاجتماعي.

## وصلات خارجية
- "American guys embrace the hug" - article at The Arizona Republic
- NPR: Poet on Call، By Andrei Codrescu commentary on hugs on الإذاعة الوطنية العامة